# 上ノ坊悠馬
上ノ坊 悠馬（うえのぼう ゆうま、2002年7月14日 - ）は、ジャパンラグビーリーグワンのクボタスピアーズ船橋・東京ベイに所属するラグビーユニオン選手。

## 略歴
尼崎市立尼崎高等学校から天理大学に入る。
大学2年時、関西大学春季トーナメントに、控えで公式戦初出場。3年時、4年時とも、関西大学リーグや大学選手権において、フランカーまたはナンバーエイトで出場した。
2025年1月21日、ジャパンラグビーリーグワンのクボタスピアーズ船橋・東京ベイへの入団を発表した。同年3月、天理大学卒業。